# Jemnice (stacja kolejowa)
Jemnice – stacja kolejowa w miejscowości Jemnice, w kraju Wysoczyna, w Czechach. Znajduje się na wysokości 480 m n.p.m.
Na stacji istnieje możliwość zakupu biletu i rezerwacji miejsc.

## Linie kolejowe
- 243 Moravské Budějovice - Jemnice